# Club Presidente Hayes
Club Presidente Hayes ist ein paraguayischer Fußballverein mit Sitz in Asunción, Paraguay. Der Verein wurde am 8. November 1907 gegründet und ist somit seit 116 Jahren (Stand Ende 2023/Anfang 2024) ein fester Bestandteil der paraguayischen Fußballlandschaft. Der Klub ist unter seinen Spitznamen „The Little Star“ oder „Los Yankees“ bekannt.

## Geschichte
Die Namensgebung des Vereins ist auf den 19. Präsidenten der Vereinigten Staaten, Rutherford B. Hayes, zurückzuführen. Diese Ehrenbezeichnung erfolgte aufgrund der Rolle von Präsident Hayes bei der Schlichtung eines argentinisch-paraguayischen Territorialstreits im Gran Chaco nach dem Krieg der Triple-Allianz. Präsident Hayes entschied sich dabei zugunsten von Paraguay, was zu der Benennung des Vereins führte.
1952 wurde Hayes zum ersten und auch letzten Mal paraguayischer Fußballmeister. 1953 nahm der Club als Meister an einem Internationalen Turnier teil, wo bekannte Mannschaften wie Nacional und Peñarol aus Uruguay, Botafogo und Fluminense aus Brasilien, Colo-Colo aus Chile, First Vienna aus Österreich und Dinamo Zagreb aus Kroatien dabei waren.

## Bekannte Spieler
Einige bekannte Spieler, die im Laufe der Jahre das Trikot des Club Presidente Hayes getragen haben, sind Paulo da Silva (1996), Tomás Guzmán (1998–2000), Julio dos Santos (2022) und Julio Valentin González (2008).

## Beach-Soccer
Im Bereich des Beach-Soccer ist der Club Presidente Hayes in der höchsten paraguayischen Liga aktiv und konnte diese im Jahr 2022 gewinnen. Darüber hinaus sicherte sich der Verein im selben Jahr die Copa Libertadores de Fútbol Playa und machte sich dabei als erster Verein außerhalb Brasiliens einen Namen.

## Erfolge
Erfolge im Bereich Fußball
- Paraguayische Primera División: 1 Titel (1952)[4]
- Paraguayische División Intermedia: 8 Titel (1911, 1919, 1958, 1967, 1971, 1973, 1974, 1991)
- Paraguayische Tercera División: 1 Titel (2006)

Erfolge im Bereich Strandfußball
- Superliga APF de Fútbol Playa: 1 Titel (2022)
- Copa Libertadores de Fútbol Playa: 1 Titel (2022)